# 杨元让
杨元让（512年—571年8月25日），自称是恒农郡华阴县（今陕西省华阴市）人，北魏、东魏、北齐官员。

## 生平
杨元让以太学博士为起家官。普泰元年（531年）七月，尔朱氏屠杀杨元让的家族，杨元让和堂兄杨遵彦以及同族数人逃走幸免于难，之后杨元让在武定末年出任镇远将军、尚书祠部郎中，外任豫州汝南郡太守，转任车骑大将军、徐州长史，升任胶州高密郡太守。武平二年岁次辛卯七月丙午朔廿日乙丑（571年8月25日），杨元让在高密郡官邸中去世，虚岁六十，齐后主高纬诏令赠予使持节、都督北徐州诸军事、北徐州刺史，车骑大将军如故，同年十一月乙巳朔廿八日壬申（571年12月30日）葬于漳河以北的安仁里。

## 家庭

### 十二世祖
- 杨震，东汉太尉[2]

### 七世祖
- 杨瑶，西晋尚书令[2]

### 祖父
- 杨懿，北魏洛州刺史、弘农简公[2]

### 父亲
- 杨𬀩，北魏仪同三司、雍州刺史[2]

### 兄弟姐妹
- 杨仲礼，北魏宁远将军、司徒参军事
- 杨叔贞，北魏开府参军事
- 杨幼才

### 夫人
- 广平宋氏，吏部尚书宋弁孙女，相州刺史宋某之女，武定二年岁次甲子八月十日（544年9月12日）在晋阳因病去世，虚岁二十九，权葬于汾河以东，天保四年岁次癸酉八月辛卯朔二十四日甲寅（553年9月17日）迁葬于邺都漳河北面的安和里[2]

### 子女
- 杨陶，长子，北齐雄烈将军、沧州前铠曹参军[2]
- 杨德宗，次子，北齐踰岷将军、仪同府行参军[2]
- 杨善达，三子[2]
- 杨德冲，四子[2]
- 杨德裕，五子[2]
- 杨氏，长女，嫁广平宋氏[2]
- 杨氏，次女，嫁安定皇甫氏[2]